# Bilal Boutobba
Bilal Boutobba (arabisch بلال بوطوبة, DMG Bilāl Būṭūba; * 29. August 1998 in Marseille) ist ein französisch-algerischer Fußballspieler, der aktuell bei Clermont Foot unter Vertrag steht.

## Karriere

### Verein
Boutobba begann seine fußballerische Ausbildung 2004 bei der JSA Saint-Antoine. Im Sommer 2007 wechselte er in die Jugendakademie von Olympique Marseille. Hier sammelte er zudem erste Erfahrungen in der zweiten Mannschaft in der National 3 und später der National 2. Am 14. Dezember 2014 debütierte er bereits im Alter von 16 Jahren nach Einwechslung in der Ligue 1, als er bei einer knappen Niederlage gegen die AS Monaco spät ins Spiel kam. Bis zum Saisonende spielte er insgesamt drei Profispiele in der höchsten französischen Spielklasse. In der Saison 2015/16 kam er jedoch nur noch für die zweite Mannschaft zum Einsatz.
Im Sommer 2016 verließ er Frankreich und wechselte in die spanische Segunda División zu Sevilla Atlético, der Zweitvertretung des FC Sevilla. In Spanien kam er in der Saison 2016/17 zu elf Zweitligaeinsätzen und zwei weiteren Spielen in der UEFA Youth League für die A-Junioren. In der Spielzeit 2017/18 kam er dann bereits zu 22 Einsätzen in der zweiten Liga.
Nach zwei Jahren in Spanien kehrte Boutobba jedoch 2018 wieder in die Ligue 1 zurück und unterschrieb beim HSC Montpellier. Hier kam er jedoch 2018/19 bis auf zwei Profieinsätze nur im Zweitteam zum Zug. Die Saison 2019/20 verlief für ihn ähnlich und er wurde nur einmal in der Ligue 1 eingesetzt.
Daraufhin wechselte er im Sommer 2020 in die Ligue 2 zu Chamois Niort. Hier war er direkt gesetzt und konnte am zehnten Spieltag bei einem 4:3-Sieg über den FC Sochaux auch sein erstes Profitor überhaupt erzielen. Insgesamt kam er 2020/21 zu 35 Einsätzen, in denen ihm drei Tore und sieben Vorlagen gelangen. In der Spielzeit 2021/22 spielte er bereits 37 Mal, schoss sieben Tore und bereitete ebenfalls sieben Treffer vor. Auch in der Saison 2022/23 war Boutobba Stammspieler und schoss elf Tore in 35 Ligapartien, wobei er fünf Tore auflegte.
Nach dem Abstieg seines Vereins kehrte Boutobba im Juli 2023 in die Ligue 1 zurück und schloss sich Clermont Foot an.

### Nationalmannschaft
Boutobba spielte von 2014 bis 2017 für verschiedene Juniorenauswahlen Frankreichs. Mit dem U17-Team wurde er 2015 Europameister, wobei er in allen sechs Spielen spielte, ein Tor schoss und vier Vorlagen gab. Bei der WM 2015 spielte Boutobba ebenfalls alle Spiele, schied mit seiner Mannschaft jedoch bereits im Achtelfinale aus. Er kam zu zwei Treffern und einer Vorlage. Mit der U18-Mannschaft gewann er das Tournoi de Limoges 2015. Anschließend spielte er noch für die U19- und U20-Mannschaft.

## Erfolge
Frankreich U17
- U17-Europameister: 2015

Frankreich U18
- Tournoi de Limoges: 2015